# Christophe Nduwarugira
Christophe Nduwarugira (Buyumbura, Burundi, 22 de junio de 1994) es un futbolista burundés. Juega de centrocampista y su equipo es el Borneo F. C. Samarinda de la Liga 1 de Indonesia. Es internacional absoluto por la selección de Burundi desde 2012.

## Selección nacional
Debutó con la selección de Burundi el 25 de noviembre de 2012 ante Somalia por la Copa CECAFA 2012.

### Participaciones en competiciones continentales
| Copa                                    | Sede      | Resultado        |
| --------------------------------------- | --------- | ---------------- |
| Copa CECAFA 2012                        | Uganda    | Cuartos de final |
| Copa CECAFA 2013                        | Kenia     | Cuartos de final |
| Campeonato Africano de Naciones de 2014 | Sudáfrica | Fase de grupos   |
| Copa CECAFA 2015                        | Etiopía   | Fase de grupos   |
| Copa Africana de Naciones 2019          | Egipto    | Fase de grupos   |

## Clubes
| Club                      | País       | Año           |
| ------------------------- | ---------- | ------------- |
| LLB Académic              | Burundi    | 2011-2013     |
| FC Chibuto                | Mozambique | 2014-2018     |
| União da Madeira (cedido) | Portugal   | 2017-2018     |
| Amora F. C.               | Portugal   | 2018-2020     |
| Varzim S. C. (cedido)     | Portugal   | 2019-2020     |
| Leixões S. C.             | Portugal   | 2020-2022     |
| Académico de Viseu        | Portugal   | 2022-2024     |
| Borneo F. C. Samarinda    | Indonesia  | 2024-presente |

## Palmarés

### Títulos nacionales
| Título                      | Club         | País    | Año     |
| --------------------------- | ------------ | ------- | ------- |
| Copa de Burundi             | LLB Académic | Burundi | 2011-12 |
| Primera División de Burundi | LLB Académic | Burundi | 2013-14 |
| Copa de Burundi             | LLB Académic | Burundi | 2013-14 |